# Cheiridium museorum
Espèce
Synonymes
- Chelifer nepoides Hermann, 1804
- Chelifer museorum Leach, 1817

Cheiridium museorum est une espèce de pseudoscorpions de la famille des Cheiridiidae.

## Distribution
Cette espèce se rencontre en zone paléarctique. Elle a été observée en Irlande, au Royaume-Uni, en Norvège, en Suède, en Finlande, en Lettonie, au Danemark, en Pologne, en Allemagne, aux Pays-Bas, en Belgique, en France, en Espagne, en Italie, en Suisse, en Autriche, en Tchéquie, en Slovaquie, en Hongrie, en Croatie, au Monténégro, en Roumanie, en Bulgarie, en Grèce, en Turquie, en Russie, au Kirghizistan, au Pakistan, en Inde et en Algérie.
Elle a été introduite en Afrique du Sud, au Mozambique, au Congo-Kinshasa et aux États-Unis.

## Publication originale
- Leach, 1817 : The zoological miscellany; being descriptions of new or interesting animals. London, vol. 3, p. 1-151 (texte intégral).